# 中世紀西歐醫學

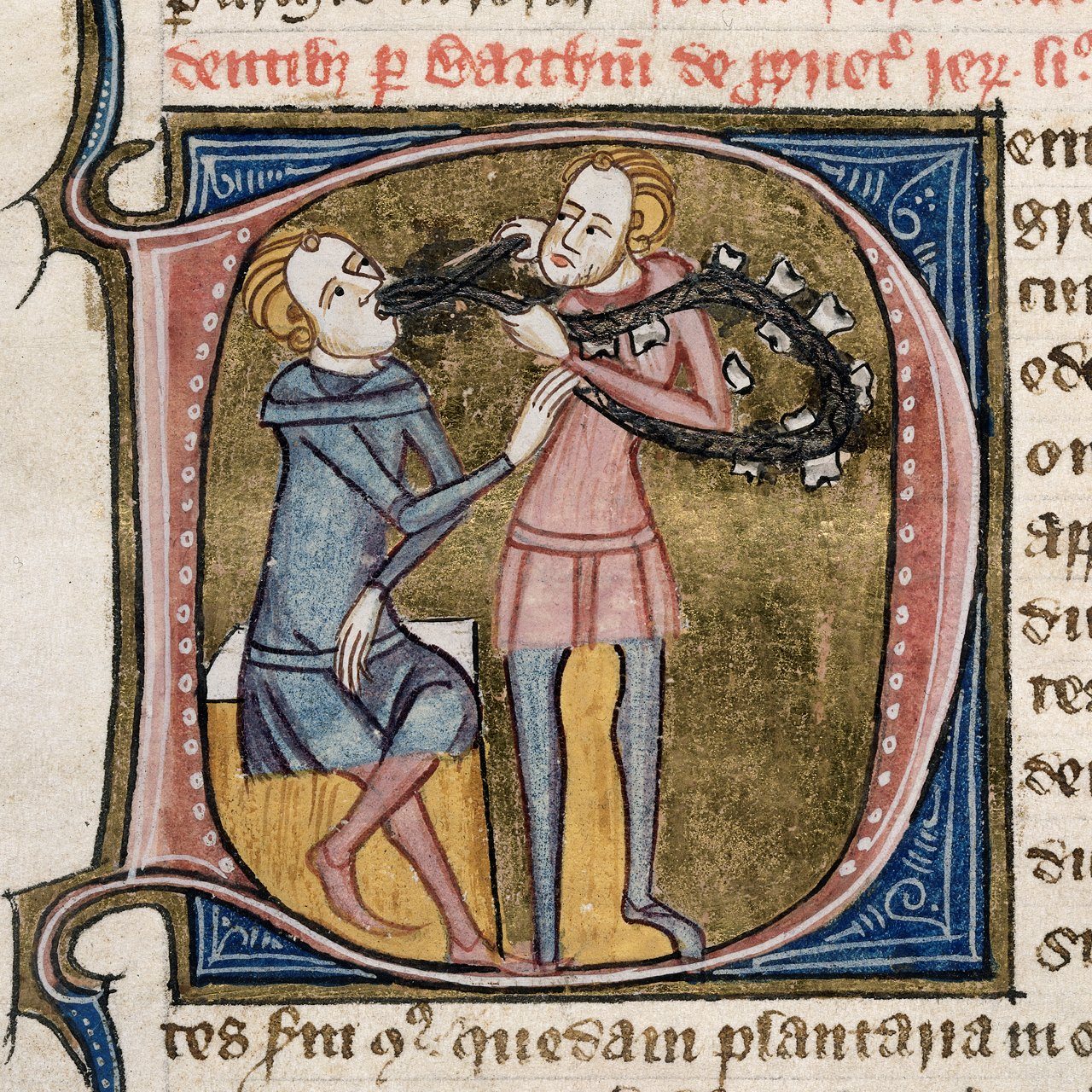
一位中世紀醫生正拿著銀鑷子幫人拔牙

西欧的中世纪医学是一種傳統醫學。中世纪后期（公元1100年至1500年），中世紀西歐醫學的理论知识体系逐步形成。根據中世纪西歐医学的理論，人們生病並非因為做了壞事而引起，而且疾病還會人傳人。中世紀西歐醫學學者還發現，某些人的生活方式可能不健康，有些人可能比其他人更容易患病。古希腊文明、近東、日耳曼人和凯尔特人文化都對西方傳統醫學有所影響。